# Idre

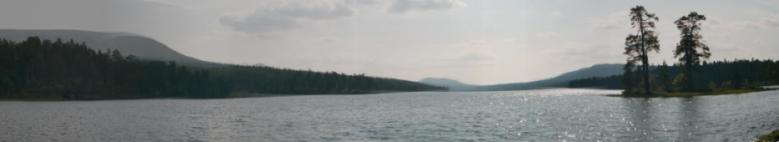
Österdalälven nära Idre.

Idre (sydsamiska: Eajra) är en tätort i  Älvdalens kommun och kyrkbyn i Idre socken vid Idresjön i nordvästra Dalarna, 30 km nordväst om Särna. I Idre flyter Storån och Sörälven samman och bildar Österdalälven där Idresjön utgör den första sträckan.
Den största vägen till och från Idre är riksväg 70.
I fjällområdena kring Idre bedrivs renskötsel av Idre sameby, som är Sveriges sydligaste sameby.

## Befolkningsutveckling
År 1990 definierade SCB ett område öster om tätorten som småort med småortskoden S6949. Detta område hade då 69 invånare på en yta av 10 hektar. Sedan dess har området ingått i tätorten Idre. 
| Befolkningsutvecklingen i Idre 1960–2020 | Befolkningsutvecklingen i Idre 1960–2020 | Befolkningsutvecklingen i Idre 1960–2020 | Befolkningsutvecklingen i Idre 1960–2020 | Befolkningsutvecklingen i Idre 1960–2020 |
| ---------------------------------------- | ---------------------------------------- | ---------------------------------------- | ---------------------------------------- | ---------------------------------------- |
|                                          |                                          |                                          |                                          |                                          |
| År                                       |                                          |                                          | Folkmängd                                | Areal (ha)                               |
| 1960                                     | 1960                                     |                                          | 935                                      |                                          |
| 1965                                     | 1965                                     |                                          | 700                                      |                                          |
| 1970                                     | 1970                                     |                                          | 646                                      |                                          |
| 1975                                     | 1975                                     |                                          | 627                                      |                                          |
| 1980                                     | 1980                                     |                                          | 693                                      |                                          |
| 1990                                     | 1990                                     |                                          | 692                                      | 161                                      |
| 1995                                     | 1995                                     |                                          | 815                                      | 175                                      |
| 2000                                     | 2000                                     |                                          | 765                                      | 176                                      |
| 2005                                     | 2005                                     |                                          | 769                                      | 182                                      |
| 2010                                     | 2010                                     |                                          | 794                                      | 180                                      |
| 2015                                     | 2015                                     |                                          | 706                                      | 142                                      |
| 2020                                     | 2020                                     |                                          | 647                                      | 133                                      |
|                                          |                                          |                                          |                                          |                                          |

## Sportorten
Idre är en vintersportort med anläggningar i fjällen kring samhället. Den största av dessa är Idre Fjäll. Säsongen 2023/2024 var Idre Sveriges fjärde största vintersportort efter Sälen, Åre och Vemdalen (utifrån omsättningen på sålda liftkort)
Idre har också en sommarsäsong med orientering, golf, fjällvandring, ridning och sportfiske som största aktiviteter.

## Näringsliv
I Idre finns en Ica-butik (Idre Bua) och en Coop-butik. Coop var tidigare en Konsumbutik som drevs av Konsum Norra Dalarna (baserat i Älvdalen). Efter att föreningen år 2012 fått problem med butiken drevs den istället av en franchisetagare. Den 1 november 2015 uppgick Konsum Norra Dalarna i Coop Mitt.
Idre hade tidigare ett sparbankskontor tillhörande Länssparbanken Dalarna. Swedbank lade ner kontoret i Idre år 2012.
Systembolaget bestämde år 1999 att man skulle öppna en butik i Idre, men lokalproblem gjorde att det kom att dröja fjorton år innan man år 2013 faktiskt kunde öppna. Man tog då över Swedbanks tidigare plats i Icas ut- och ombyggda fastighet.